# Palermo Ladies Open 2024
Palermo Ladies Open 2024, oficiálně 35^Palermo Ladies Open, byl tenisový turnaj na ženském profesionálním okruhu WTA Tour, hraný v Country Time Clubu. Třicátý druhý ročník Palermo Ladies Open probíhal mezi 15. a 21. červencem 2024 v italském Palermu na otevřených antukových dvorcích. Jednalo se o přípravu na pařížské olympijské hry.
Turnaj dotovaný 232 244 eury patřil do kategorie WTA 250. Nejvýše nasazenou singlistkou se stala osmá tenistka světa Čeng Čchin-wen. Jako poslední přímá účastnice do dvouhry nastoupila – po odhlášení Baptisteové (96.) a Zarazúové (95.)  – italská 91. hráčka žebříčku Sara Erraniová.
V důsledku invaze Ruska na Ukrajinu na konci února 2022 řídící organizace tenisu ATP, WTA a ITF s grandslamy rozhodly, že ruští a běloruští tenisté mohli dále na okruzích startovat, ale do odvolání nikoli pod vlajkami Ruska a Běloruska.
Třetím singlovým titulem na okruhu WTA Tour obhájila trofej z předchozího ročníku 21letá Číňanka Čeng Čchin-wen. Formu potvrdila na navazující pařížské olympiádě, kterou vyhrála. Neporažena tak po olympijském turnaji byla již jedenáct utkání. Čtyřhru ovládly Alexandra Panovová s Janou Sizikovovou, které získaly první společnou trofej. Sizikovová triumfovala v Palermu jako Čeng podruhé za sebou.

## Rozdělení bodů a finančních odměn

### Rozdělení bodů
| Soutěž      | Soutěž      | vítězové | finalisté | semifinalisté | čtvrtfinalisté | 16 v kole | 32 v kole | Q  | Q2 | Q1 |
| ----------- | ----------- | -------- | --------- | ------------- | -------------- | --------- | --------- | -- | -- | -- |
| dvouhra žen | [ 2 ] [ 8 ] | 250      | 163       | 98            | 54             | 30        | 1         | 18 | 12 | 1  |
| čtyřhra žen | [ 9 ]       | 250      | 163       | 98            | 54             | 1         | —         | —  | —  | —  |

### Finanční odměny
| Soutěž                                | Soutěž      | vítězové | finalisté | semifinalisté | čtvrtfinalisté | 16 v kole | 32 v kole | Q2      | Q1      |
| ------------------------------------- | ----------- | -------- | --------- | ------------- | -------------- | --------- | --------- | ------- | ------- |
| dvouhra žen                           | [ 2 ] [ 8 ] | 30 650 € | 18 110 €  | 10 100 €      | 5 750 €        | 3 512 €   | 2 512 €   | 1 860 € | 1 200 € |
| čtyřhra žen                           | [ 9 ]       | 11 150 € | 6 270 €   | 3 600 €       | 2 150 €        | 1 652 €   | —         | —       | —       |
| částka ve čtyřhrách je uvedena na pár |             |          |           |               |                |           |           |         |         |

## Ženská dvouhra

### Nasazení
| Stát                            | Hráčka                | WTA | Nasazení |
| ------------------------------- | --------------------- | --- | -------- |
| Čína                            | Čeng Čchin-wen        | 8.  | 1.       |
| Česko                           | Karolína Muchová      | 34. | 2.       |
| USA                             | Peyton Stearnsová     | 52. | 3.       |
| Francie                         | Diane Parryová        | 53. | 4.       |
| Nizozemsko                      | Arantxa Rusová        | 56. | 5.       |
|                                 | Anna Blinkovová       | 60. | 6.       |
| Rumunsko                        | Jaqueline Cristianová | 62. | 7.       |
| Německo                         | Tatjana Mariová       | 63. | 8.       |
| Žebříček WTA k 1. červenci 2024 |                       |     |          |

### Jiné formy účasti
Následující hráčky obdržely divokou kartu do hlavní soutěže: 
- Čeng Čchin-wen
- Karolína Muchová
- Ajla Tomljanovićová

Následující hráčka nastoupila pod žebříčkovou ochranou:
- Čeng Saj-saj

Následující hráčky postoupily z kvalifikace:
- Mona Barthelová
- Olivia Gadecká
- Katarzyna Kawaová
- Noma Noha Akugueová
- Mia Ristićová
- Jil Teichmannová

### Odhlášení
před zahájením turnaje
- Hailey Baptisteová → nahradila ji  Astra Sharmaová
- Clara Burelová → nahradila ji  Chloé Paquetová
- Elisabetta Cocciarettová → nahradila ji  Emiliana Arangová
- Océane Dodinová → nahradila ji  Marina Bassolsová Riberová
- Jüan Jüe → nahradila ji  Julia Rierová
- Elina Svitolinová → nahradila ji Erika Andrejevová
- Wang Sin-jü → nahradila ji  Darja Semeņistajová
- Renata Zarazúová → nahradila ji  Irina-Camelia Beguová

## Ženská čtyřhra

### Nasazení
| Stát                                                                        | Hráčka                | Stát               | Hráčka                  | WTA  | Nasazení |
| --------------------------------------------------------------------------- | --------------------- | ------------------ | ----------------------- | ---- | -------- |
|                                                                             | Alexandra Panovová    |                    | Jana Sizikovová         | 96.  | 1.       |
| Slovensko                                                                   | Tereza Mihalíková     | Spojené království | Olivia Nichollsová      | 121. | 2.       |
| Itálie                                                                      | Camilla Rosatellová   | Belgie             | Kimberley Zimmermannová | 166. | 3.       |
| Itálie                                                                      | Angelica Moratelliová | USA                | Sabrina Santamariová    | 167. | 4.       |
| Žebříček WTA k 1. červenci 2024; číslo je součtem umístění obou členek páru |                       |                    |                         |      |          |

### Jiné formy účasti
Následující páry obdržely divokou kartu do hlavní soutěže:
- Anastasia Abbagnatová /  Giorgia Pedoneová
- Yvonne Cavalléová Reimersová /  Aurora Zantedeschiová

## Přehled finále

### Ženská dvouhra
- Čeng Čchin-wen vs.  Karolína Muchová, 6–4, 4–6, 6–2

### Ženská čtyřhra
- Alexandra Panovová /   Jana Sizikovová vs.  Yvonne Cavalléová Reimersová /  Aurora Zantedeschiová 4–6, 6–3, [10–5]